# عزيز كشته (مقاطعة دلفان)
عزيز كشته (بالفارسية: عزیز کشته) هي قرية تقع في قسم ميربغ الجنوبي الريفي (مقاطعة دلفان) في إيران. يقدر عدد سكانها بـ 252 نسمة .